# Базельга-ди-Пине
Базе́льга-ди-Пине́ (итал. Baselga di Piné) — коммуна в Италии, располагается в регионе Трентино — Альто-Адидже, в провинции Тренто.
Население составляет 5074 человека (2021 г.), плотность населения составляет 119 чел./км². Занимает площадь 40 км². Почтовый индекс — 38042. Телефонный код — 0461.
Покровительницей коммуны почитается Пресвятая Богородица (Madonna di Caravaggio), празднование 26 мая.

## Население
Динамика населения:

## Города-побратимы
- Херенвен, Нидерланды

## Администрация коммуны
- Официальный сайт: http://www.comune.baselgadipine.tn.it/